# Славянское городское поселение (Приморский край)
Славянское городско́е поселе́ние — городское поселение в Хасанском районе Приморского края.
Административный центр — пгт Славянка.

## История
Статус и границы городского поселения установлены Законом Приморского края от 6 декабря 2004 года № 187-КЗ «О Хасанском муниципальном районе»

## Население
| 2010    | 2011    | 2012    | 2013    | 2014    | 2015    | 2016    |
| ------- | ------- | ------- | ------- | ------- | ------- | ------- |
| 14 181  | ↘14 165 | ↘13 759 | ↘13 433 | ↘13 033 | ↘12 776 | ↘12 619 |
| 2017    | 2018    | 2019    | 2020    | 2021    |         |         |
| ↘12 409 | ↘12 203 | ↘11 986 | ↘11 943 | ↘10 940 |         |         |

## Состав городского поселения
В состав городского поселения входят 6 населённых пунктов:
| № | Населённый пункт | Тип населённого пункта      | Население |
| - | ---------------- | --------------------------- | --------- |
| 1 | База Круглая     | посёлок                     | ↗16       |
| 2 | Бамбурово        | железнодорожная станция     | ↗53       |
| 3 | Пойма            | село                        | ↘6        |
| 4 | Ромашка          | село                        | ↗18       |
| 5 | Рязановка        | железнодорожная станция     | ↘47       |
| 6 | Славянка         | пгт, административный центр | ↘10 462   |

## Местное самоуправление
Администрация
Адрес: 692701, пгт Славянка, ул. Молодёжная, 1. Телефон: 8 (423-31) 49-7-95
Глава администрации
- Бренчагов Максим Николаевич